# Ману Чао
Ману́ Ча́о (ісп. Manu Chao; справжнє ім'я — Хосе́ Мануе́ль Тома́с Арту́р Ча́о (ісп. José Manuel Thomas Arthur Chao), народився 26 червня 1961 року в Парижі, Франція) — французький виконавець, музикант іспанського походження. Виконує пісні кількома мовами — переважно іспанською та французькою — у комбінації стилів рок, регі та етнічної музики.

## Біографія

### Ранні роки
Мануель Чао народився у Парижі в родині іспанських емігрантів. Його мати походила з північної Іспанії, району Більбао, а батько з Ґалісії. Обидва втекли до Франції під час диктатури Франциско Франко і поселилися в Парижі. Пізніше з народженням Мануеля вони переїхали до передмістя в емігрантський квартал вихідців переважно з Алжиру та північної Африки. Батько, Рамон Чао був маловідомим іспанським письменником, написав декілька книжок і працював у впливовій французькій газеті Ле Монд.
Мануель виріс у досить цікавому середовищі оточений друзями батьків — інтелектуалами, письменниками, і також емігрантами — вихідцями з багатьох країн світу. Це середовище до великої міри сформувало світогляд хлопця і вплинуло на його музичний смак. В результаті в творчості Мано Чао та його музиці прослідковується вплив багатьох культур і музичних стилів. Багато з його пісень були двомовними — іспано- та франкомовними, мали певні культурні та музичні запозичення не тільки з іспанської культури батьків, французького оточення, але й з Латинської Америки, Африки та інших регіонів. Під впливом цього середовища він також сформував свої політичні погляди — переважно лівого, соціалістичного спрямування, підтримки антиколоніальних, антиімперіалістичних та антиглобалістських рухів.

### Початок творчості
Музичні смаки Ману формувалися під впливом пісень іспанської революції, популярної в той час британської музики Чака Беррі, Клеш та інших. Під впливом цих виконавців у 1985 р. Ману разом з друзями створили свій власний гурт — Les Hot Pants. Гурт виконував пісні в стилі рокабілі і заслужив певне визнання критиків за альтернативний напрямок їх творчості. Ця група, однак, не проіснувала довго, оскільки різні виконавці мали різну направленість і стиль. Разом з братом Антоніо Чао та іншими виконавцями він у 1986 р. бере участь у створенні нового гурту «Los Carayos». Гурт проіснував до 1994 р., але залишався певний час поза увагою співаків оскільки вони були зайняті в інших проєктах.

### «Мано Неґра»
Тим часом Ману разом з братом Антоніо та двоюрідним братом Сантьяґо Казаріего заснував новий гурт — «Мано Неґра» (Mano Negra). Назва гурту («Чорна рука») була запозичена з назви екстремістської організації, яка під таким же ім'ям була відповідальна за терористичні акти в Андалусії, Іспанія. Першим хітом гурту стала пісня Mala Vida («погане життя»), яку вони вдосконалили від версії, що виконували раніше. Хоча пісня була записана в аматорських умовах, її почали транслювати на радіостанціях і вона здобувала дедалі більшу популярність. Контракт підписаний з однією з відомих фірм звукозапису — «Virgin» дозволив їм випустити їх перший альбом «Патчанка» (Patchanka) у 1988 р. В альбом потрапили пісні, які стали згодом дуже популярними — «Mala Vida», «Darling Darling», «Lonesome Bop», «Rock Island Line» і «Indios de Barcelona».
Найпопулярнішим доробком гурту став альбом 1989 р. «Putas Fever» (Сіфіліс). Такі пісні альбому, як «King Kong Five», «Pas assez de toi» та інші були поєднанням декількох стилів та ритмів. Цей альбом зробив гурт надзвичайно популярним серед альтернативних гуртів Франції і Європи і артисти відвідали низку країн з піснями цього альбому. Однак у Великій Британії та США гурт залишався здебільшого невідомим і виконавці почали серію турів по США з новими піснями англійською мовою, такими як «King of The Bongo» (Rey del bongo). Також спеціально для американської аудиторії вийшов альбом «Amerika Perdida» (Загублена Америка) з яким співаки гастролювали самостійно та в складі інших гуртів. Попри це, переважно через значний культурний бар'єр і погане розуміння виконавцями американських реалій, цей альбом та гурт загалом так і не змогли завоювати американський ринок і отримали там дуже незначну підтримку.
У 1992 р. Мано разом з іншими виконавцями гурту почали турне країнами Атлантичного океану та Латинської Америки. Турне було частково фінансоване урядом Франції і до них приєдналися ще декілька французьких кореспондентів і письменників, включно з батьком Мано — Рамоном Чао, який написав книгу про подорож. Виконавці та супроводжуючі письменники подорожували Латинською Америкою на потязі, який вони орендували для цієї мети. Під час подорожі виникли декілька проблем, як з небезпекою від повстанців у Колумбії, так і у стосунках між членами гурту. Деякі виконавці відійшли від гурту, але за результатами подорожі Латинською Америкою вийшов останній альбом Мано Неґра — «Casa Babylon». Альбом був майже повністю іспанською мовою навіяний латиноамериканськими мотивами. На думку критиків він був одним з найуспішніших альбомів гурту. Попри це, у 1995 р. Мано вирішив переїхати до Мадриду і зайнятися окремим проєктом там. У зв'язку з цим та через погіршення стосунків між виконавцями того ж року гурт розпався.
У жовтні 1999 року брав участь у телешоу італійського співака Адріано Челентано «Francamente me ne infischio».

## Дискографія
- 1998 Clandestino
- 2001 Próxima Estación: Esperanza
- 2002 Radio Bemba Sound System
- 2004 Sibérie m'était contéee
- 2007 La Radiolina
- 2009 Baionarena